# Zivilverdienstorden (Sachsen)

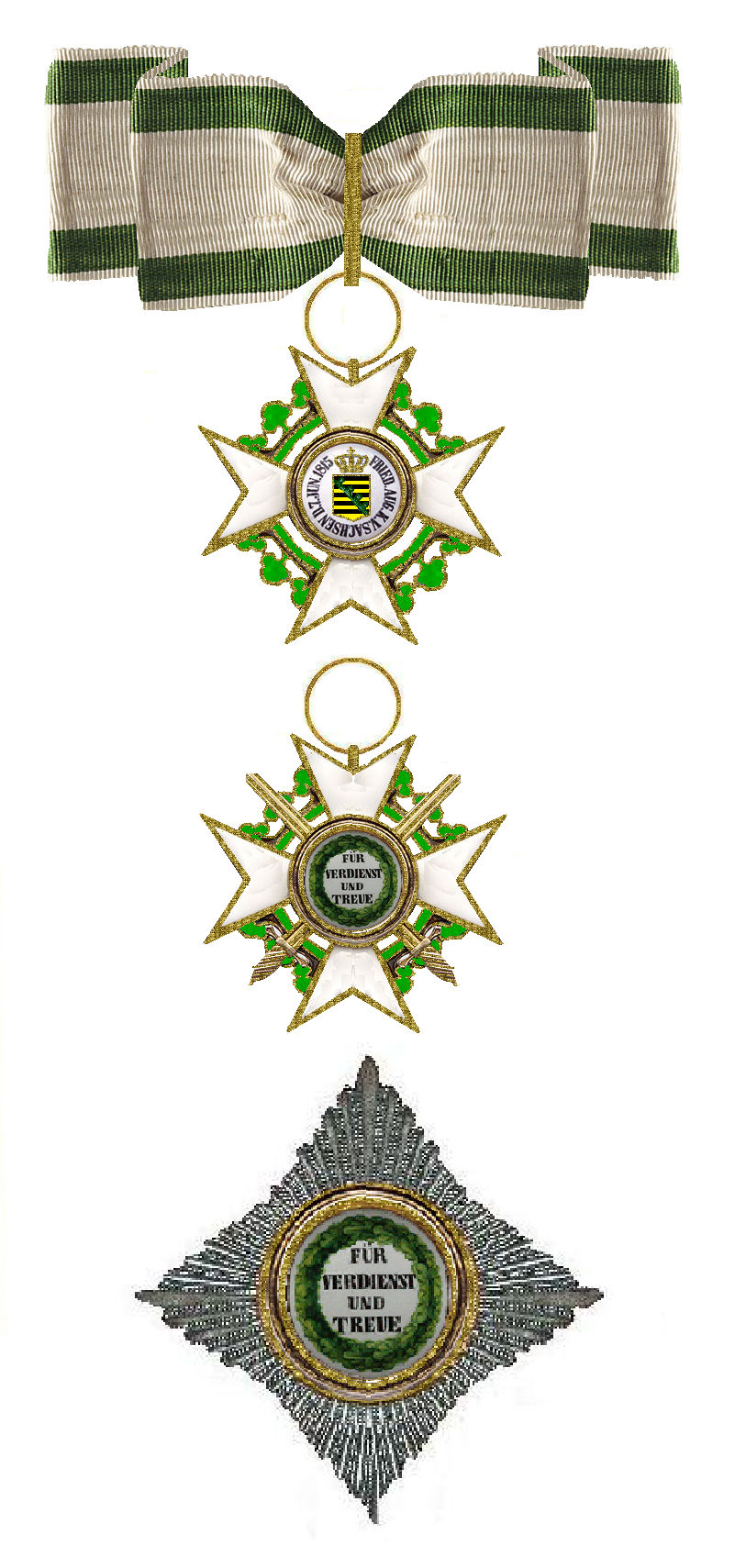
Komturkreuz (Avers), Komturkreuz mit Schwertern (Revers) und Bruststern der Komture I. Klasse (1849–1891)

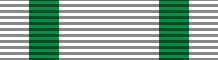
Ordensband

Der Zivilverdienstorden wurde am 7. Juni 1815 durch König Friedrich August I. gestiftet und konnte an alle Personen verliehen werden, die sich Verdienste um das Königreich Sachsen erworben hatten. Er wurde bis 1918 verliehen und ist nicht mit dem 1996 geschaffenen Sächsischen Verdienstorden zu verwechseln.

## Ordensklassen
Der Orden wurde zunächst in drei Klassen und einer angeschlossenen Zivilmedaille gestiftet. 1849, nun in Sächsischer Verdienstorden umbenannt, wurden die Komture I. Klasse, ein Kleinkreuz (seit 1858 Ehrenkreuz), das hinter dem Ritterkreuz rangierte, und die Medaille in zwei Stufen (Gold und Silber) geschaffen. Durch den Deutschen Krieg erfolgte am 29. Oktober 1866 die Stiftung der Schwerter (anfänglich als „Kriegsdekoration“ bezeichnet) durch die Kreuzmitte für Militärverdienste. Während des Krieges gegen Frankreich änderten sich die Statuten am 9. Dezember 1870 ein weiteres Mal. Hatte der zu Beleihende bereits das Ordenszeichen mit Schwertern erhalten, so erhielt er den Orden mit Schwertern am Ringe.
Am 31. Januar 1876 wurde das Ritterkreuz in I. und II. Klasse geteilt und an Stelle der goldenen Verdienstmedaille trat das Verdienstkreuz. Durch König Albert wurde ab dem 23. Februar 1891 das Großkreuz sowie das Komturkreuz I. und II. Klasse mit goldener Krone verliehen. Gleichzeitig wurde der bislang sechsstrahlige Bruststern des Großkreuzes achtstrahlig.
Zuletzt bestand der Orden aus sechs Klassen:
- Großkreuz (seit 1815)
- Komtur I. Klasse (seit 1849)
- Komtur II. Klasse (1815–1849 Komtur)
- Ritter I. Klasse (1815–1876 Ritter)
- Ritter II. Klasse (1849–1858 Kleinkreuz, 1858–1876 Ehrenkreuz)
- Verdienstkreuz (1815–1876 Verdienstmedaille)

## Ordensdekoration
Das Ordenszeichen ist ein goldgerändertes weiß emailliertes Kreuz in den Kreuzwinkeln. Im Medaillon ist das gekrönte sächsische Wappen mit der Umschrift FRIED.AUG.K.V.SACHSEN.D.7.JUN.1815. (Friedrich August König von Sachsen. Den 7. Juni 1815.) zu sehen. Rückseitig im Medaillon, das von einem grün emaillierten Eichenkranz umschlossen ist, die vierzeilige Inschrift FÜR VERDIENST UND TREUE. Bei dem Modell für Ausländer lautet die Inschrift DEM VERDIENSTE.
Nach dem Tod des Beliehenen waren die Ordensdekorationen rückgabepflichtig.

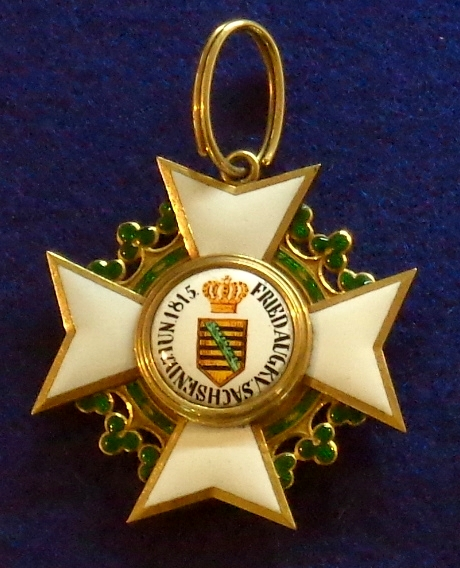
Komturkreuz für Ausländer bis 1849
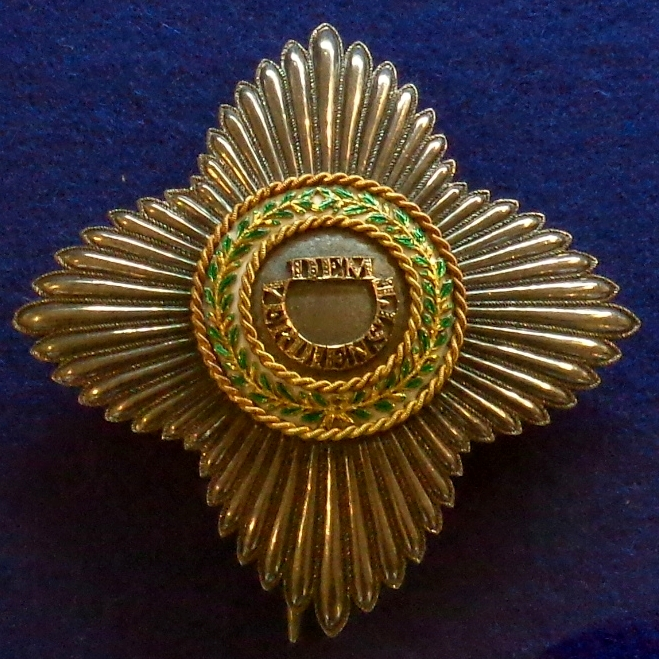
Bruststern zum Komturstern I. Klasse für Ausländer bis 1849

## Trageweise
Das Großkreuz wird an einer Schärpe von der rechten Schulter zur linken Hüfte sowie mit einem achtstrahligen Bruststern getragen. Komture I. und II. Klasse tragen den Orden um den Hals, die I. Klasse zusätzlich mit einem vierstrahligen Bruststern. Die übrigen Klassen dekorieren die Auszeichnung am Band auf der linken Brustseite.
Das Ordensband ist weiß mit einem grasgrünen Seitenstreifen.